# Бунтарка (фільм, 2006)
«Бунтарка» (англ. Stick It, досл. «терпи») — американський підлітковий спортивний фільм 2006 року, знятий режисеркою Джессікою Бендінджер за власним сценарієм.

## Сюжет
17-річна Гейлі Грем була успішною гімнасткою і входила до складу збірної США, але самовільно припинила виступ рік тому у фіналі змагань на чемпіонаті світу, позбавивши команду золотої медалі і настроївши проти себе багатьох людей. Закинувши після цього гімнастику, Гейлі почала тусуватися з велобайкерами, але вломившись своїм велосипедом у вікно чужого будинку отримує звинувачення у хуліганстві і два варіанта подальшого життєвого шляху — або в тюрму, або в закриту елітну гімнастичну академію. Суддя змушує її повернутися у світ гімнастики. Гейлі змушена ходити у гімнастичну академію Вікермана, але її недисциплінованість і ставлення до інших дівчат провокує конфлікти. Тренер Вікерман підмовляє Гейлі добре підготуватися до виступу на чемпіонаті країни, щоб, зайнявши призове місце, отримати призові гроші і виплатити власникам будинку суму завданої шкоди. Під час підготовки до виступів змінюється ставлення Гейлі і до справи, і до колег. А на самому чемпіонаті Гейлі очолює боротьбу спортсменок проти упередженого суддівства.

## У ролях
| Актор               | Роль                  |
| ------------------- | --------------------- |
| Міссі Перегрім      | Гейлі Грем            |
| Джефф Бріджес       | Берт Вікерман, тренер |
| Ванесса Ленгіз      | Джоан Чаріс           |
| Медді Керлі         | Міна Гойт             |
| Ніккі Су Ху         | Вей Вей Юн            |
| Келлан Латц         | Френк                 |
| Джон Патрик Амедорі | Пут                   |
| Тара Пейдж          | Тріша Скілкен         |
| Джиа Карідес        | Еліс Грем             |
| Джулі Ворнер        | Філліс Чаріс          |

### Камео
В ролі самих себе у фільмі знялися відомі гімнасти: Тім Даггетт, Ельфі Шлегель, Барт Коннер, Карлі Паттерсон, Настя Люкін, Валерій Люкін, Мохіні Бхардвадж, Аллана Слейтер та Ян Юнь.

## Критика
На Rotten Tomatoes фільм отримав оцінку 32 % на основі 98 відгуків від критиків і 73 % від більш ніж 250 000 глядачів.
Фільм «Тримайся» вийшов на екрани 28 квітня 2006 року і за перший вікенд зібрав $10,803,610. Фільм зібрав $26,910,736 на внутрішньому ринку та $5,066,112 на міжнародному ринку, загалом $31,976,848 після 13 тижнів прокату. Фільм мав найвищий середній показник на екран у перший вікенд у 2,038 кінотеатрах, що становило в середньому $5,301 на екран.

## Виноски
1. ↑  Також «Бунтівниця»